# Haplidia nitidula
Haplidia nitidula är en skalbaggsart som beskrevs av Ernst Gustav Kraatz 1882. Haplidia nitidula ingår i släktet Haplidia och familjen Melolonthidae. Inga underarter finns listade i Catalogue of Life.